# Tuamasaga
Tuamasaga est un district des Samoa. Avec une population de plus de 83 000 habitants, il s'agit du district le plus peuplé de ce pays, et aussi le plus dense avec une densité de population de 174 habitants par kilomètre carré. Sa ville principale est Apia, qui est également la capitale et plus grande ville des Samoa.

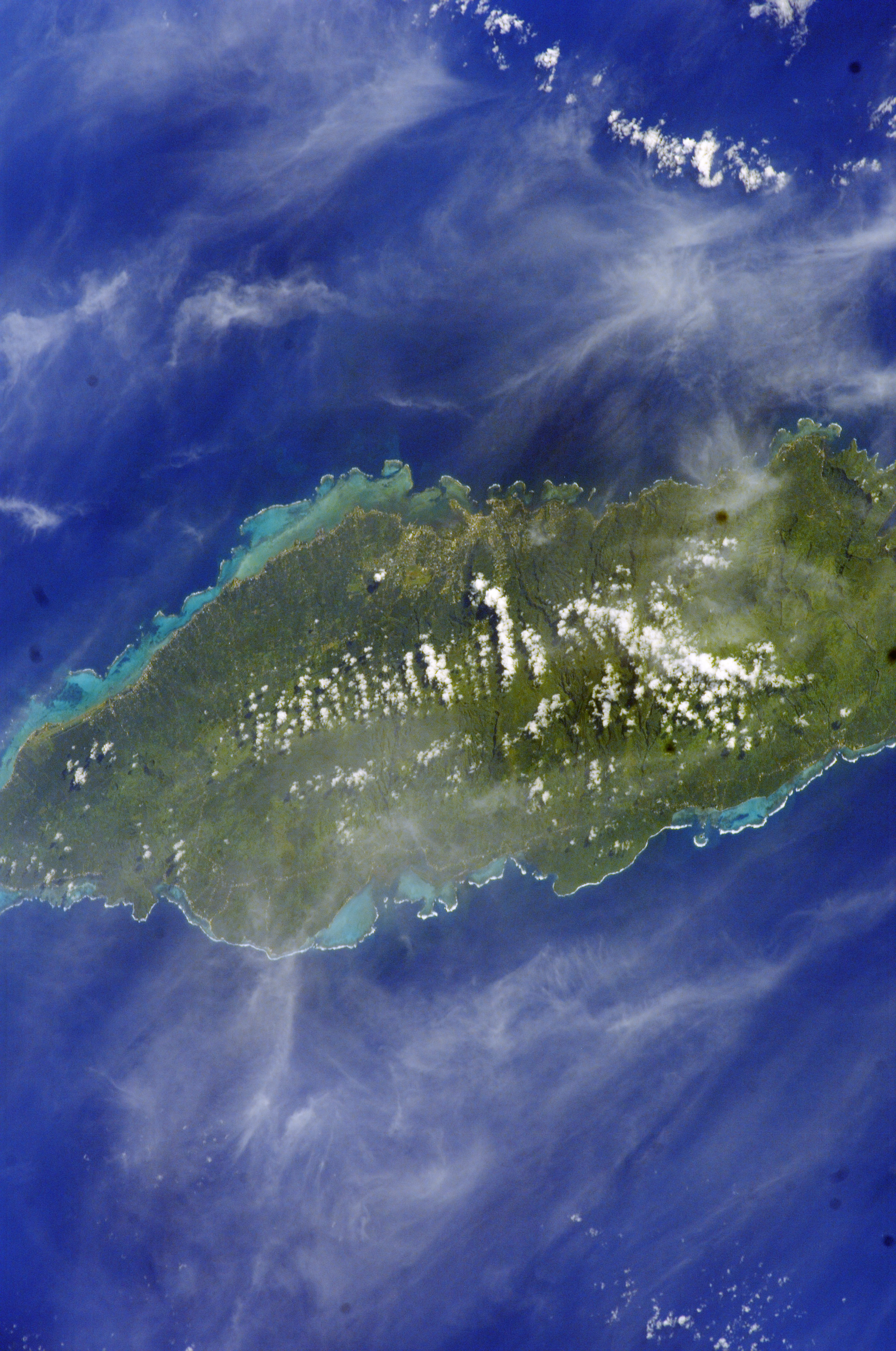
Image satellite de l’île d’Upolu montrant le district de Tuamasaga. (Photo NASA, 2006